# ميكائيل إنجبريجتسين
ميكائيل إنجبريجتسين (بالنرويجية البوكمول: Mikael Ingebrigtsen)‏ هو لاعب كرة قدم نرويجي في مركز الوسط، ولد في 21 يوليو 1996 في ترومسو في النرويج. شارك مع منتخب النرويج تحت 21 سنة لكرة القدم. أما مع النوادي، فقد لعب مع ترومسو إيدريتسلاغ.

## وصلات خارجية
- ميكائيل إنجبريجتسين على موقع اتحاد النرويج (النرويجية)
- ميكائيل إنجبريجتسين على موقع قاعدة بيانات كرة القدم.إي يو (الإنجليزية)
- ميكائيل إنجبريجتسين على موقع Soccerway.com (الإنجليزية)